# Richard Nelson Bolles
Richard Nelson Bolles (* 19. März 1927 in Milwaukee; † 31. März 2017 in Danville, CA) war ein amerikanischer Pastor in der Episkopalkirche, der Ratgeber-Literatur für Arbeitssuchende verfasste. Sein bekanntestes Werk ist What Color is your Parachute? von 1970.

## Leben und Werk
Bolles wurde in Milwaukee im Bundesstaat Wisconsin als eins von drei Kindern geboren. Sein Bruder Don Bolles (1928–1976) wurde später Journalist. Sein Großvater väterlicherseits war Stephen Bolles (1866–1941), von 1939 bis 1941 Kongress-Mitglied für Wisconsin. Sein Vater Redakteur bei Associated Press. Richard wuchs in Teaneck, NJ auf, wo er 1945 seinen High-School-Abschluss ablegte.
Nach einer kurzen Dienstzeit in der Navy studierte er erst Chemie-Ingenieurwesen am MIT und dann Physik an der Harvard University, wo er einen BA erwarb. Danach besuchte er das Theologische Seminar der Episkopalkirche in New York City, das er mit einem Masters-Abschluss verließ. Nach der Ordination diente Bolles als Dozent am Seminar und arbeitete als Pastor, erst in Kirchen in New Jersey, dann in der Grace Cathedral in San Francisco.
Neben seiner kirchlichen Tätigkeit leitete Bolles Workshops zur Karriereplanung für Theologen. 1970 veröffentlichte er What Color is your Parachute?, zuerst im Selbstverlag und an Theologen gerichtet. 1972 schrieb er das Werk um, so dass es sich an Arbeitssuchende allgemein richtete. Das Buch erschien beim Verlag Ten Speed Press und entwickelte sich zum Bestseller ebenso wie zum Longseller. Mit Stand 2010 war das Buch in 22 Sprachen erschienen, weltweit wurden mehr als 10 Millionen Exemplare verkauft.
Bolles starb im Alter von 90 Jahren und war in vierter Ehe verheiratet. Er hatte vier Kinder.

## Methode und Nachwirkung
Der Ansatz der Werke von Bolles besteht darin, von den auf die Arbeitswelt bezogenen Stärken eines Arbeitssuchenden auszugehen, dazu gehören auch Fragen nach der bevorzugten Umgebung für die Arbeit. Daraus ergibt sich ein Profil für die Art der Anstellung und Zielfirma. Um eine solche Stelle dann auch zu bekommen, sollen Arbeitssuchende aktives Networking einsetzen, statt passiv Stellenzeigen zu studieren.
Unter dem Namen Life/Work-Planning (L/WP) oder Life Work Planning werden heute noch Seminare und Weiterbildungen angeboten, die auf dem Ansatz von Bolles beruhen. Die ersten Seminare in Europa fanden 1975 unter der Leitung des Schweizers Daniel Porot statt. 1982 führte der Schotte Walt Hopkins die Kurse in England ein. Die Westfälische Wilhelms-Universität in Münster war 1995 die erste deutsche Hochschule, die solche Seminare als Weiterbildungsangebote veranstaltete.
Die Zentrale Einrichtung für Weiterbildung der Leibniz Universität Hannover veranstaltet seit 2000 durchgängig Seminare als Weiterbildungsangebote und ist damit die Einrichtung, die im deutschsprachigen Raum am längsten und die meisten L/WP-Angebote durchführt.
Die Grundkonzeption des TalentKompasses NRW, der vom Arbeitsministerium des Landes NRW mit finanzieller Unterstützung des Landes NRW und des Europäischen Sozialfonds veröffentlicht wurde, um Arbeitssuchende und Menschen in einer beruflichen Orientierungsphase zu unterstützen, beruht ebenfalls auf Ideen von Richard N. Bolles, Daniel Porot sowie John C. Webb.

## Schriften
- Richard Bolles: What Color Is Your Parachute? Ten Speed Press, Berkeley 1972, ISBN 0-89815-931-8. (Deutsche Übersetzung von Ines Bergfort, bearbeitet von Madeleine Leitner: Durchstarten zum Traumjob. Campus Verlag, Frankfurt am Main 1999, ISBN 978-3-593-36294-6.)
- Richard Bolles: The Three Boxes of Life. Ten Speed Press, Berkeley 1978, ISBN 0-913668-58-3.
- Richard Bolles und Howard Figler: The Career Counselor's Handbook. Ten Speed Press, Berkeley 1978, ISBN 1-58008-157-6.
- Richard Bolles: The job-hunter's survival guide. Ten Speed Press, Berkeley 2010, ISBN 978-1-58008-026-2. (Deutsche Übersetzung von Nicole Hölsken: Jobs finden in harten Zeiten : der Survival-Guide. Campus Verlag, Frankfurt am Main 2010, ISBN 978-3-593-39245-5.)